# Unione malese
L'Unione malese era una federazione tra gli Stati malesi e gli Stabilimenti dello Stretto esclusa Singapore. Succedette alla Malesia britannica e fu concepita per unificare la penisola malese sotto un unico governo e per semplificare l'amministrazione.

## Storia

### Nascita dell'Unione
Prima della seconda guerra mondiale la Malesia britannica era costituita da tre gruppi di sistemi politici: il protettorato degli Stati malesi federati, i cinque stati monarchici autonomi costituenti gli Stati malesi non federati e la colonia della corona degli Stabilimenti dello Stretto.
Il 1º aprile 1946 venne formalmente creata l'Unione malese con Sir Edward Gent come suo governatore unendo gli Stati malesi federati, gli Stati malesi non federati e gli Stabilimenti dello Stretto di Penang e Malacca sotto un'unica amministrazione. La capitale dell'Unione era Kuala Lumpur. Singapore continuò ad essere amministrata come una colonia della corona separata.
L'idea dell'Unione venne espressa dagli inglesi nell'ottobre del 1945, nel periodo successivo alla seconda guerra mondiale in cui la penisola malese era amministrata dalle forze armate britanniche. I piani erano già stati presentati al Consiglio dei ministri della guerra già nel maggio 1944. Nell'ottobre del 1945 Sir Harold MacMichael fu incaricato di raccogliere l'approvazione dei governanti degli stati malesi alla nuova Unione. In un breve periodo di tempo, riuscì ad ottenere l'approvazione da parte di tutti i sovrani malesi. Le ragioni alla base del loro consenso, nonostante la perdita di potere politico che questo avrebbe comportato, sono state molto dibattute; l'opinione prevalente sostiene che le ragioni principali sono da ricercarsi nel fatto che, avendo i sovrani malesi ricoperto la propria posizione naturalmente anche durante l'occupazione giapponese, essi potevano essere soggetti all'accusa di collaborazionismo e furono quindi minacciati di deposizione. Perciò l'approvazione fu data, sebbene con estrema riluttanza.
L'Unione malese avrebbe concesso uguali diritti alle persone che desideravano fare domanda di cittadinanza. Questa sarebbe stata concessa automaticamente alle persone nate in qualsiasi stato della Malesia britannica e a Singapore e che vivevano lì prima del 15 febbraio 1942, ai nati fuori Malesia britannica o negli Stabilimenti dello Stretto solo se i loro padri fossero cittadini dell'Unione malese e avessero raggiunto i 18 anni e a chi avesse vissuto nella Malesia britannica o a Singapore dieci o quindici anni prima del 15 febbraio 1942. Le persone che volevano ricevere la cittadinanza dovevano aver vissuto a Singapore o nella Malesia britannica "per i cinque o otto anni precedenti la domanda", essere di buon carattere, capire e parlare la lingua inglese o la lingua malese e avrebbero dovuto fare un giuramento di fedeltà verso l'Unione malese. Tuttavia, la proposta di cittadinanza non fu mai effettivamente attuata. A causa dell'opposizione delle condizioni di cittadinanza, queste vennero modificate, rendendo più difficile ai molti residenti cinesi e indiani ottenere la cittadinanza malese.
Il monarchi, i governanti tradizionali degli stati malesi, trasferirono tutti i loro poteri alla Corona britannica, tranne in materia religiosa. L'Unione malese venne posta sotto la giurisdizione di un governatore britannico, segnalando l'inaugurazione formale del dominio coloniale britannico nella penisola malese. Inoltre, anche se i Consigli di Stato erano ancora tenuti in funzione negli ex Stati malesi federati, persero la già limitata autonomia di cui godevano in quanto controllavano solo alcuni aspetti locali e meno importanti del governo. Al contrario, il governo federale di Kuala Lumpur controllava gli aspetti vitali. I Consigli di Stato divennero di fatto una mano tesa che aspettava le offerte del governo federale. Inoltre, i residenti britannici sostituirono i monarchi come capi dei Consigli di Stato riducendo notevolmente il potere politico dei monarchi.
Nel 1946 venne fondata la Corte Suprema di cui Harold Curwen Willa fu l'unico giudice capo.

### Opposizione e dissoluzione

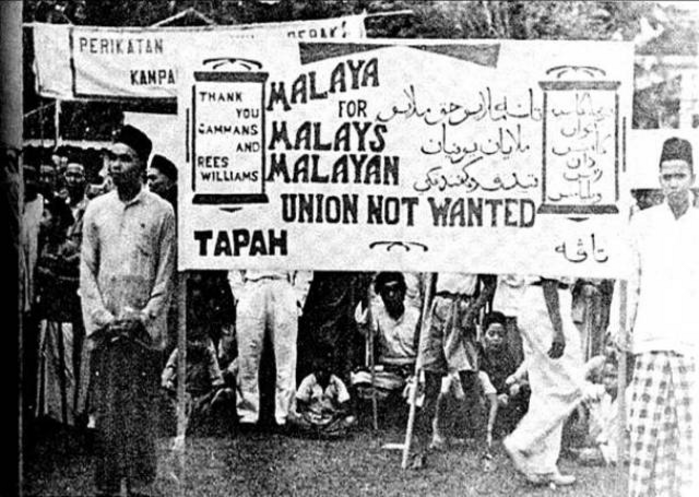
Cittadini malesi protestano contro l'Unione.

Il malesi generalmente si opposero alla creazione dell'Unione. L'opposizione fu dovuta ai metodi che Sir Harold MacMichael utilizzò per strappare l'approvazione ai sovrani, la riduzione dei poteri dei monarchi, ancora molto popolari, e la facile concessione della cittadinanza agli immigrati. La United Malays National Organisation o UMNO, un'associazione politica malese fondata da Dato' Onn bin Ja'afar il 1º marzo 1946, guidava l'opposizione all'Unione. I malesi presero a indossare fasce bianche intorno alla testa, a significare il loro lutto per la perdita dei diritti politici dei sovrani.
Alcuni funzionari del governo precedente, tra cui Sir Frank Swettenham, criticarono il modo in cui queste riforme costituzionali furono introdotte nella Malaysia, affermando anche che andava contro i principi della Carta Atlantica. Essi inoltre incoraggiarono l'opposizione all'Unione malese.
Dopo l'inaugurazione dell'Unione, i malesi guidati dall'UMNO continuarono a opporsi ad essa. Essi utilizzarono la disobbedienza civile come mezzo di protesta, rifiutandosi per esempio di partecipare alle cerimonie di insediamento dei governatori britannici. Rifiutarono anche di partecipare alle riunioni dei consigli consultivi e di collaborare con la burocrazia del governo arrestando ogni processo politico. Gli inglesi riconobbero il problema e presero in considerazione le opinioni dei principali leader malesi prima di effettuare modifiche alla Costituzione. L'Unione malese venne sciolta e sostituita dalla Federazione della Malesia il 1º febbraio 1948.